# Бахталовський Степан-Йосиф
о. Степан-Йосиф Бахталовський ЧНІ (7 січня 1889, Яблунів, нині Гусятинського району Тернопільської області — 29 листопада 1984, Саскатун; похований у м. Йорктон, Канада) — український греко-католицький священик, редемпторист, педагог. Старший брат Слуги Божого редемпториста о. Романа Бахталовського (1897—1985)

## Життєпис
У 1907 році завершив навчання у 7 класі Бучацької цісарсько-королівській гімназії (серед його однокласників був також греко-католицький священник Юліан Гранковський). Вивчав філософію в Римі (1907—1908), богослов'я в духовній семінарії в Станиславові (нині Івано-Франківськ).
Від 1922 — в Канаді та США. Ігумен у різних монастирях; директор, професор семінарії у Йорктоні. Заснував велику семінарію і новіціят ЧНІ.
Від 1946 — парох у Ньюарку, Торонто, Вінніпезі, Айтуні. Упорядник молитовника «З нами Бог».
Автор книг «Біографії єпископів, владик-страдників», статей у релігійних часописах.